# Yutaka Yoshida
Yutaka Yoshida (jap. 吉田 豊 Yoshida Yutaka; ur. 17 lutego 1990) – japoński piłkarz występujący na pozycji obrońcy w japońskim klubie Nagoya Grampus.

## Kariera klubowa
Występował w klubach Ventforet Kōfu, Shimizu S-Pulse i Sagan Tosu. 13 stycznia 2019 podpisał roczny kontrakt z klubem Nagoya Grampus.